# Triaspis tadorna
Triaspis tadorna är en stekelart som beskrevs av Papp 1984. Triaspis tadorna ingår i släktet Triaspis och familjen bracksteklar. Inga underarter finns listade i Catalogue of Life.